# Nueva Carteya
Nueva Carteya és una localitat de la província de Còrdova, Andalusia, Espanya.

## Demografia
| 1996  | 1998  | 1999  | 2000  | 2001  | 2002  | 2003  | 2004  | 2005  | 2006  |
| ----- | ----- | ----- | ----- | ----- | ----- | ----- | ----- | ----- | ----- |
| 5.797 | 5.659 | 5.690 | 5.583 | 5.510 | 5.590 | 5.590 | 5.578 | 5.581 | 5.566 |

## Història
Nueva Carteya se situa en una extensa zona en la qual les restes arqueològiques oposats testimonien un assentament que podria remuntar-se a temps prehistòrics, però serà durant l'edat antiga quan aquestes terres arribin a la seva major importància. El seu lloc estratègic, envoltat per alts turons, va permetre que cultures com la Ibèrica, la Romana o la Visigoda prenguessin aquesta zona com lloc ideal per a la defensa i control de la resta dels seus territoris. Testimoniatge d'això són les nombroses restes arqueològics trobats en els punts més alts de la vila, la Plaza de Armas i El Higuerón, i que actualment es conserven al Museu Arqueològic i Etnològic de Còrdova. Hi ha escultures ibèriques entre les quals destaquen tres lleons realitzats en pedra calcària, juntament amb monedes i ceràmiques romanes, que donen fe de la intensa activitat que va existir en aquest lloc.
Una altra de les troballes més importants d'aquesta etapa és l'aqüeducte que connectava la Plaza de Armas amb Ucubi (Espejo). De l'edat mitjana es conserven un deixant sepulcral visigoda en calcària blanca, procedent de la necròpoli de les pedreres del segle vi. La Torre del Puerto, així com diverses espases oposades, reflecteixen també les lluites que van enfrontar als bàndols àrab i cristià durant els segles xiii i xiv. A l'edat moderna, el Mont Horquera constituïa una extensa zona de pastures i deveses d'alzines, en els quals la classe aristòcrata gaudia de les seves múltiples caceres. Finalment, el poble de Nueva Carteya es funda en 1822 pel clergue baenenc Diego Carro, sota el nom d'Aldea de San Juan, i seria més tard quan prendria el seu actual nom.